# پرستودریایی کاکلی چینی
پرستودریایی کاکلی چینی (نام علمی: Thalasseus bernsteini) نام یک گونه از سرده پرستو دریایی کاکلی است.